# Recophora canteneri
Recophora canteneri là một loài bướm đêm thuộc họ Noctuidae. Nó được tìm thấy ở Maroc, Bồ Đào Nha, Tây Ban Nha, Pháp, Ý, Algérie và Mauretania.
Con trưởng thành bay từ tháng 4 đến tháng 7.
Ấu trùng ăn các loài Herbaceae.